# Leucoptera caffeina
Leucoptera caffeina là một loài bướm đêm thuộc họ Lyonetiidae. Loài ăn lá này là một trong các loài vật gây hại cho loài Coffea. Loài này có ở Angola, Zaire, Kenia và Tanzaniaở châu Phi. Other coffee leafminers include Leucoptera coffeella.